# Idioma dalmático
El dalmático o dálmata es una lengua romance extinta, hablada hasta el siglo XIX a lo largo de las costas de Dalmacia, en lo que actualmente es Croacia y pequeñas partes de Montenegro y Bosnia y Herzegovina. Se distinguían dos tipos de dialectos:
- El septentrional o vegliota, hablado en la isla de Veglia (Krk en croata).
- El meridional o ragusano, hablado en la ciudad de Ragusa de Dalmacia (Dubrovnik). Con el progreso de las investigaciones sobre el dalmático a finales del siglo pasado se ha propuesto una nueva reclasificación del dalmático en tres variedades, jadertino (del que el vegliota sería su rama más septentrional), el raguseo y el labeatico (en la región de Bokas Kotor).

## Historia
El dalmático se desarrolló después de las invasiones barbáricas que arrasaron la Dalmacia romana. En efecto, los ilirios romanizados de esta región se refugiaron en las islas dálmatas (y en algunas ciudades costeras de Dalmacia, como Iadera y Spalatum, actuales Zadar y Split) y allí sobrevivieron usando su propio idioma: el dalmático neolatino.
En un tiempo antes del año 1000, el dalmático se extendía desde Segna (poco al sur de Fiume) al norte, hasta cerca de Antivari (Bar), o cuando menos Càttaro (Kotor) al sur. Ya los historiadores de las Cruzadas y los viajeros señalaban, desde el siglo XII en adelante, el «latín», «romance» o «franco» de la Dalmacia, especialmente de las ciudades de Zara (Zadar), Spalato (Split), Ragusa (Dubrovnik) y Antivari (Bar). En la isla de Veglia (Krk), Giambattista Giustiniani, procurador véneto en el Quarnero durante el siglo XVI, hablaba de la existencia de un «idioma propio, parecido al calmone...»
El dalmático tuvo vigor para resistir en los territorios donde su existencia era menos amenazada por la extensión de los dialectos eslavos, es decir, en las ciudades de la costa. Oprimida por el lado de tierra firme —al este— por los dialectos croatas, y al sur, aunque menos, por las variantes del albanés, pero amenazada, sobre todo, por la creciente penetración del véneto colonial, la lengua dalmática acabó por ser hablada en pocos enclaves, y aún allí, se fue extinguiendo con mayor o menor rapidez. 
A mayor influencia véneta, más veloz la desaparición del dalmático. Así, por ejemplo, en Zara (Zadar), el dalmático se extinguió muy pronto por su relativa cercanía al véneto italiano, en tanto que en Ragusa (Dubrovnik), que solo por un breve espacio de tiempo (1205-1358) dependió directamente de la República de Venecia, pero disfrutaba de una situación de independencia muy particular, el dalmático perduró hasta finales del siglo XV y fue lengua oficial de la República de Ragusa.

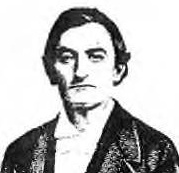
Tuone Udaina, el último hablante de dalmático.

En un área apartada insular, en la isla de Veglia (Krk), el último nativo del dialecto vegliota, Tuone Udaina, conocido como Burbur, murió por una explosión accidental el 10 de junio de 1898. Antes de morir, fue entrevistado por el lingüista Matteo Bartoli. El lingüista Matteo Bartoli, que lo había visitado en 1897, escribió unos miles de palabras directamente de Burbur (informes de su propia vida y la de su pueblo, anécdotas, canciones, listas de palabras y frases) y luego las unió junto con su traducción al italiano en su libro (en 1906), que añadía gran cantidad de información sobre todos los conocimientos sobre la historia de la lengua y una aproximación a su fonología, gramática y léxico. El problema es que por el contacto de Burbur con friulanos y venecianos, deja una sombra de duda sobre la autenticidad de su conocimiento del idioma, además de que en el momento de la investigación había perdido la dentición, lo que no garantizaba una perfecta pronunciación de las palabras.
Hoy en día apenas quedan en la isla contadísimas palabras de aquella antigua habla, que ha sido sustituida por una variedad véneta y, sobre todo, por un dialecto croata. Hoy, el término dalmático identifica el dialecto croata conocido como chakaviano-ikaviano, hablado en Dalmacia, que comprende muchas palabras italianas y alemanas. Este dialecto croata y la lengua dalmática no deben ser confundidas, porque no existe conexión entre ambas.

## Características
Perteneciente al románico oriental, se suponía que esta lengua era el eslabón faltante entre el rumano y el italiano, pero actualmente parece que era más parecido a las otras lenguas romances orientales con respecto al italiano y que tenía una conexión estrecha solo con las lenguas balcorrumanas vecinas, como por ejemplo el istrorrumano, hablado en la vecina Istria, en Croacia.
Es interesante notar cómo el dalmático mantuvo las mismas palabras latinas a la vida urbana que el grupo rumano, por su parte, perdió rápidamente. Se supone que la población dálmata había tenido una vida urbana bastante activa, mientras que los rumanos fueron obligados a huir a las montañas durante la época oscura.
Por otro lado, Ethnologue sin evidencias sólidas en su favor introduce el llamado grupo italo-dálmata que aúna el dálmata junto con las lenguas italorromances y el istriano, sin embargo no existen isoglosas que sustenten dicha agrupación. De hecho el dálmata parece ser estar más estrechamente emparentado con el balcorrumano que con el italorromance como lo demuestra sus evoluciones lingüísticas, gramática, sintaxis y una parte importante del vocabulario latino, por lo que se clasifica junto con el balcorrumano en el grupo de las lenguas balcorromances. Además el balcorrumano y el dálmata son las únicas lenguas romances cuyos préstamos lingüísticos provenientes de otras lenguas son de las antiguas lenguas balcánicas y las lenguas eslavas, los préstamos fueron dominantes en el balcorrumano llegando a reemplazar una gran parte del vocabulario latino, mientras que en el dálmata la influencia fue minoritaria. Algunas palabras dálmatas relacionadas con las antiguas lenguas balcánicas o eslavas son: tuota, cratoire, cua, trochi, cautri, toic, barzan, mua, bragon, blair, ninasta, etc.
El dálmata era la forma de romance más próxima al rumano y las lenguas balcorrumanas dispersas por diversas áreas de los Balcanes. Cuando el dálmata y el balcorrumano se separaron, el balcorrumano se convertiría en un grupo aparte y fuertemente influenciado por las lenguas no romances de su alrededor, mientras que el dálmata convergeria hacia el italorromance y el véneto. El dálmata también mostró una fuerte influencia del italiano y el véneto en el componente léxico, fonólogico y gramatical de la lengua.

### Evolución lingüística
Algunas características que se han podido encontrar del dálmata, son:
- Formaba los plurales con (i, e) al igual que las lenguas balcorrumanas y varias lenguas romances de Italia.
- Tenía una evolución vocálica única en las lenguas romances. La siguiente tabla muestra el vocalismo que ha desarrollado el dálmata desde el latín, que es muy diferente del que han desarrollado las otras lenguas romances:

| VOCALES           |    |     |       |     |    |     |    |     |     |    |    |     |     |
| Latín vulgar      | ī  | ĭ   | ē     | ĕ   | ă  | ā   | ŏ  | ō   | ŭ   | ū  | au | ae  | oe  |
| Dálmata (trabada) | e  | a/i | a/e   | ia  | ua | a/u | ua | a/o | a/u | o  | o  | i   | i   |
| Dálmata (libre)   | ai | ai  | ai/ae | i/o | u  | uo  | u  | au  | au  | oi | o  | i/e | i/e |

- Falta de palatalización ante los grupos latinos -ti, -te, -ce y -ge. Una característica que constrasta con las otras lenguas romances, incluso con el sardo que no presenta palatalización de -ci, -ce, -ge y -gi, pero si ante -ti y -te. Los grupos latinos -ci y -gi si presentan palatalización y similar a la que sucedió en el rumano o el italiano.

| Latín        | Español    | Dálmata    | Italiano   | Rumano   | Arrumano  |
| ------------ | ---------- | ---------- | ---------- | -------- | --------- |
| argentum     | argento    | argaint    | argento    | argint   | arzintu   |
| cenare       | cenar      | chenur     | cenare     | cina     | tsinã     |
| cepulla      | cebolla    | capula     | cipolla    | ceapă    | ceapã     |
| dicere       | decir      | daicrar    | dire       | zice     | dzãchiri  |
| cera         | cera       | caira      | cera       | ceară    | cearã     |
| placere      | placer     | plucar     | piacere    | placere  | plachiri  |
| dulcis       | dulce      | dulco      | dolce      | dulce    | dultsi    |
| facere       | hacer      | facrar     | fare       | face     | fatsiri   |
| forficis     |            | fuarfica   | forbici    | foarfecă | foarficã  |
| intelligere  |            | inteliguar |            | intelege | ntsilegu  |
| vigilare     | vigilar    | vegur      | vigilare   | veghea   | aveglu    |
| fagus        | haya       | faguor     | faggio     | fag      | fagu      |
| protegere    | proteger   | proteguar  | proteggere | proteja  | protegu   |
| eligere      | elegir     | elagur     | eleggere   | alege    | alegu     |
| pettia       | pieza      | petta      | pezza      |          |           |
| attentio     | atención   | atentiaun  | attenzione | atenție  | atentsie  |
| intentio     | intención  | intentiaun | intenzione | intenție | intentsie |
| caelum       | cielo      | čil        | cielo      | cer      | ceru      |
| civitatem    | ciudad     | čituot     | città      | cetate   | cetati    |
| facilis      | fácil      | fačil      | facile     |          | fatsili   |
| coementerium | cementerio | čimitier   | cimitero   | cimitir  | tsimitiru |
| cima         | cima       | čama       | cima       | ciumă    | tsiumã    |
- Desarrollo de los grupos latinos -kt, -gn y -ks como -pt, -mn, y -ps, al igual que las lenguas balcorrumanas.

| Latín     | Español | Dálmata  | Italiano  | Rumano  | Arrumano |
| --------- | ------- | -------- | --------- | ------- | -------- |
| pugnus    | puño    | poimn    | pugno     | pumn    | pumnu    |
| insegnare | enseñar | insemnur | insegnare | însemna | nsimnari |
| signalis  | señal   | siamnal  | segnale   | semnal  | samnal   |
| cognatus  | cuñado  | comnut   | cognato   | cumnat  | cumnatu  |
| lignum    | leña    | lamn     | legno     | lemn    | lemnu    |
| coxa      | cuja    | copsa    | coscia    | coapsă  | coapsã   |
| octo      | ocho    | uapto    | otto      | opt     | optu     |
| pectus    | pecho   | pipto    | petto     | piept   | chieptu  |
| lactem    | leche   | lapto    | lette     | lapte   | lapti    |
- Retención de los grupos latinos -bs, -mn, -ps, -pt, igual que en el balcorrumano.

| Latín    | Español | Dálmata | Italiano | Rumano | Arrumano |
| -------- | ------- | ------- | -------- | ------ | -------- |
| absentis | ausente | absent  | assente  | absent | absenti  |
| somnus   | sueño   | samno   | sonno    | somn   | somnu    |
| capsa    | caja    | cuopsa  | cassa    | capsă  | capsã    |
| septem   | siete   | sapto   | sette    | șapte  | shapti   |
- Reducción del digtongo -qua y palatalización de los grupos -qui y -que. Como en el balcorrumano.

| Latín      | Español   | Dálmata  | Italiano   | Rumano | Arrumano  |
| ---------- | --------- | -------- | ---------- | ------ | --------- |
| quando     | cuando    | cand     | quando     | când   | cãndu     |
| quattuor   | cuatro    | catro    | quattro    | patru  | patru     |
| quadrus    | cuadro    | cadrial  | quadro     | cadru  | cadru     |
| quem       | quien     | čin      | chi        | cine   | tsini     |
| atque-iste | este      | čost     | questo     | acest  | aeshtu    |
| conquirere | conquerir | cončarar | conquidere | cuceri | cunceriri |
| quietare   | quedar    | četur    | chetare    | înceta | nshitari  |
- Retención del grupo -cl intervócalico, un rasgo compartido con las lenguas balcorrumanas y las italorromances.

| Latín    | Español | Dálmata | Italiano  | Rumano   | Arrumano  |
| -------- | ------- | ------- | --------- | -------- | --------- |
| genuclum |         | denaclo | ginocchio | genunchi | denuclju  |
| peduclus | piojo   | peduclo | pidocchio | păduche  | piduclju  |
| veclus   | viejo   | vieclo  | vecchio   | vechi    | veclju    |
| pariclus | parejo  | paraclo | parecchio | pereche  | păreaclji |
| oclus    | ojo     | uaclo   | occhio    | ochi     | oclju     |
| oricla   | oreja   | oracla  | orecchio  | ureche   | ureaclji  |
- Retención de las oclusivas sordas intervocálicas /p, k, t/ un rasgo compartido con las lenguas balcorrumanas y las italorromances.

| Latín     | Español | Dálmata  | Italiano | Rumano        | Arrumano |
| --------- | ------- | -------- | -------- | ------------- | -------- |
| aperire   | abrir   | apiar    | aprire   |               |          |
| supra     | sobre   | saupra   | sopra    | spre/deasupra | spri     |
| iocare    | jugar   | jocur    | giocare  | juca          | giucari  |
| carricare | cargar  | caricur  | caricare | încărca       | ncãrcari |
| formica   | hormiga | formaica | formica  | furnică       | furmicã  |
| acutus    | agudo   | acut     | acuto    | acut          | acutu    |
| aiutare   | ayudar  | ajotur   | aiutare  | ajuta         | ajutari  |
| catena    | cadena  | cuotaina | catena   | cătină        | cãtinã   |
| potere    | poder   | putar    | potere   | putea         | puteri   |
| petra     | piedra  | pitra    | pietra   | piatră        | chietră  |
| saeta     | seda    | saita    | seta     |               | sita     |
| ficus     | higo    | faica    | fico     |               | hicã     |
| coperire  | cubrir  | coprer   | coprire  | acoperi       | acuperi  |
| sapere    | saber   | sapar    | sapere   |               |          |
| maturus   | maduro  | matoir   | maturo   | matur         | mãtur    |
| saponem   | jabón   | sapaun   | sapone   | săpun         | sãpuni   |
| natare    | nadar   | notur    | nuotare  | înota         | anutari  |
| ruta      | ruda    | roita    | ruta     | rută          | rutã     |
| ciconia   | cigüeña | čacumna  | cicogna  |               |          |
| cicada    | cigarra | čacala   | cicala   | cicadă        | cicoari  |
| apis      | abeja   | juapa    | ape      |               |          |
- Desarrollo del grupo -ge inicial en -de. Una característica compartida con el arrumano, meglenorrumano, el napolitano y el siciliano.

| Latín      | Español | Dálmata | Italiano  | Rumano   | Arrumano |
| ---------- | ------- | ------- | --------- | -------- | -------- |
| genuclum   |         | denaclo | ginocchio | genunchi | denuclju |
| gelatus    | helado  | delut   | gelato    |          | delatu   |
| horologium | reloj   | orlodo  | orologio  |          |          |
- Conservaba las gemidas del latín al igual que las lenguas italorromances y balcorrumanas. También hubo desarrollos adicionales de gemidas como en las lenguas italorromances. En el balcorrumano son alófonos de las consonates simples, por lo que no se distinguen en la escritura o en la pronunciación.

| Latín      | Español    | Dálmata      | Italiano     | Rumano    | Arrumano  |
| ---------- | ---------- | ------------ | ------------ | --------- | --------- |
| bucca      | boca       | bucca        | bocca        | bucă      | bucã      |
| vacca      | vaca       | vacca        | vacca        | vacă      | vacã      |
| applicatio | aplicación | applicatiaun | applicazione | aplicație | aplicatsi |
| aqua       | agua       | jacqua       | acqua        | apă       | apã       |
Además el balcorrumano comparte con el dálmata la falta de palatalización en algunas conjugaciones verbales y el arrumano carece de palatalización en algunas palabras latinas. También todas las restantes lenguas balcorrumanas conservan el grupo -cl intervocálico como el dálmata sin pasar a -ki o -ke, en contraposición con el rumano (dacorrumano). El dálmata junto con el balcorrumano son también las únicas lenguas romances que no presentan el fonema /ɲ/, en español ñ.

### Ortografía
El dálmata tenía una ortografía similar a la que usan las lenguas romances de Italia y las lenguas balcorrumanas. En dálmata cada letra seguía su pronunciación como en español. Aunque existen algunas exepciones. El grupo "che" se pronuncía /k/ como en las lenguas romances de Italia y las balcorrumanas, la letra "c" se pronuncía /k/ en los mismos casos que el español y al final de la palabra. El grupo "gn" en dálmata se pronunciaba tal como se escribía /gn/ y no /ɲ/ como en las lenguas romances de Italia. La "g" /g/ igual que en español ante a, u y o, delante i y e /dʒ/ como en italiano o rumano. La letra "č" representa el sonido /tʃ/ (ch en español) y se usa como la c ante i, e. La "j" representa el sonido /j/ que es el de la (y en español). La letra š representa el fonema /ʃ/, se usa en pocos casos.

## Algunas palabras en dálmata comparadas con otras lenguas romances
| Español  | Dálmata    | Italiano  | Rumano       | Arrumano   |
| yo       | ju         | io        | eu           | iou        |
| nombre   | naum       | nome      | nume         | numã       |
| oro      | jaur       | oro       | aur          | auru       |
| queso    | chiš       | formaggio | brânză       | cash       |
| casa     | cuosa      | casa      | casă         | casã       |
| perro    | cuon       | cane      | câine        | cãni       |
| anciano  | vetruon    | anziano   | bătrân       | bitãrn     |
| donde    | unde       | dove      | unde         | undi       |
| cosa     | causa      | cosa      | lucru        | cauzã      |
| ahora    | jamo       | adesso    | amu          | amu        |
| lengua   | langa      | lingua    | limbă        | limba      |
| ningún   | nenčoin    | nessuno   | niciun       | nitsiunu   |
| así      | coisa      | così      | așa          | asha       |
| grande   | maur       | grande    | mare         | mari       |
| bien     | bin        | bene      | bine         | ghini      |
| malo     | ri         | malo      | rău          | arãu       |
| bueno    | bun        | buono     | bun          | bun        |
| año      | jan        | anno      | an           | an         |
| blanco   | jualb      | bianco    | alb          | albu       |
| entero   | intric     | intero    | întreg       | ãntreg     |
| hablar   | favlur     | parlare   | vorbi        | vorbiri    |
| entender | inteliguar | capire    | înțelege     | ntsilegu   |
| cabra    | cuopra     | capra     | capră        | caprã      |
| país     | tiara      | paese     | țară         | tsarã      |
| voz      | vauc       | voce      | voce         | boatsi     |
| húmedo   | joit       | bagnato   | ud           | ud         |
| hora     | jaura      | ora       | oară         | oarã       |
| mujer    | mulier     | donna     | femeie       | feamin     |
| hombre   | jomno      | uomo      | om           | omu        |
| hermano  | frutro     | fratello  | frate        | frati      |
| hermana  | saura      | sorella   | soră         | sora       |
| tocar    | attengar   | toccare   | atinge       | atingu     |
| cantar   | cantur     | cantare   | cânta        | cãntari    |
| gracia   | greta      | grazia    | har          | har        |
| amigo    | amaic      | amico     | amic/prieten | amicu      |
| iglesia  | basalca    | chiesa    | biserică     | basearicã  |
| puerta   | puarta     | porta     | poartă       | poartã     |
| otro     | jultro     | altro     | alte         | altsi      |
| harina   | faraina    | farina    | faină        | farinã     |
| flor     | flaur      | fiore     | floare       | floari     |
| sol      | saul       | sole      | soare        | soari      |
| hierro   | fiar       | ferro     | fier         | heru       |
| sí       | sa         | sì        | da           | da         |
| viento   | viant      | vento     | vânt         | vãnti      |
| mente    | mint       | mente     | minte        | minti      |
| caer     | cadar      | cadere    | cădea        | cãdiri     |
| toro     | taur       | toro      | taur         | tauru      |
| siempre  | siampro    | sempre    | mereu        | totãnã     |
| fiesta   | fiasta     | festa     | petrecere    | feastã     |
| fuego    | fuc        | fuoco     | foc          | focu       |
| silla    | siala      | sella     | scaun        | shali      |
| libro    | lebro      | libro     | carte        | vivlie     |
| luna     | loina      | luna      | lună         | lunã       |
| estrella | stala      | stella    | steă         | steã       |
| árbol    | juarbul    | àlbero    | arbore       | arburi     |
| trabajar | lavorur    | lavorare  | a munci      | lucredziri |
| ventana  | funiastra  | finestra  | fereastră    | fireastrã  |
| palabra  | paraula    | parola    | cuvânt       | cuvendã    |
| diente   | diant      | dente     | dinte        | dinti      |
| comer    | mancur     | mangiare  | mânca        | mãncari    |
| gato     | cuot       | gatto     | pisică       | catusha    |

## Números en dálmata
| Español    | Dálmata    | Italiano    | Rumano        |
| uno        | join       | uno         | unu           |
| dos        | doi        | due         | doi           |
| tres       | tra        | tre         | trei          |
| cuatro     | catro      | quattro     | patru         |
| cinco      | čenc       | cinque      | cinci         |
| seis       | si         | sei         | șase          |
| siete      | sapto      | sette       | șapte         |
| ocho       | uapto      | otto        | opt           |
| nueve      | nu         | nove        | nouă          |
| diez       | dic        | diece       | zece          |
| once       | jonco      | undici      | unsprezece    |
| doce       | dotco      | dodici      | doisprezece   |
| trece      | tretco     | tredici     | treisprezece  |
| catorce    | catuartco  | quattordici | paisprezece   |
| quince     | čonco      | quindici    | cincisprezece |
| dieciséis  | sitco      | sedici      | șaisprezece   |
| diecisiete | dichisapto | diciasete   | șaptesprezece |
| dieciocho  | dichiuapto | diaciaotto  | optsprezece   |
| diecinueve | dichinu    | dicianove   | nouăsprezece  |
| veinte     | vent       | venti       | douăzeci      |

## Muestra lingüística
A continuación se muestra tres textos (el padrenuestro, el avemaría y la declaración de los derechos humanos) en dálmata comparados con el rumano, el italiano y el español:

### El padre nuestro
| Dálmata | Rumano | Italiano | Español |
| --- | --- | --- | --- |
| Tuota nuester, che te sante intel čil, sait santificuot el naum to. Vigna el raigno to. Sait fuot la voluntuot toa, coisa in čil, coisa in tiara. Duote costa dai el pun nuester cotidiun. E remetiaj nuestre debete, coisa nojiltri remetiaime a i nuestri debetuar. E naun ne menur in tentatiaun, miu deleberiajne dal mal. Amen. | Tatăl nostru care ești în ceruri, sființească-se numele tău. Vie regatul tău. Facă-se voia ta, precum în cer, așa și pe pământ. Pâinea noastră cea de toate zilele dă-ne-o nouă astăzi. Și ne iartă nouă păcatele noastre, precum și noi iertăm greșiților noștri. Și nu ne duce pe noi în ispită, ci ne eliberează de cel rău. Amin | Padre nostro, che sei nei cieli, sia santificato il tuo nome. Venga il tuo regno. Sia fatta la tua volontà, come in cielo così in terra. Dacci oggi il nostro pane quotidiano. E rimetti a noi i nostri debiti, come noi li rimettiamo ai nostri debitori. E non ci indurre in tentazione, ma liberaci dal male. Amen. | Padre nuestro que estás en el cielo, santificado sea tu nombre. Que venga tu reino. Hágase tu voluntad en el cielo así como en la tierra. Danos hoy nuestro pan cotidiano. Y perdona nuestras deudas, como nosotros perdonamos a nuestros deudores. Y no nos dejes caer en la tentación, mas liberanos del mal. Amén |

### Avemaría
| Dálmata | Rumano | Italiano | Español |
| --- | --- | --- | --- |
| Di te salves, Maraja, plaina de greta, el Sinaur sant co taic; te sante benedata intra tote le mulier, sait benedat el froit del viantro to Jesu. Suonta Maraja, niena de Di, precute per nojiltri peccataur, mut e intela jaura de la muart nuastra. Amen. | Dumnezeu să te salveze, Maria, ești plină de har, Domnul este cu tine. Binecuvântat ești tu între toate femeile și binecuvântat este fructul pântecelui tău, Iisuse. Sfânta Maria, Maica Domnului, roagă-te pentru noi păcătoșii, acum și în ceasul morții noastre. Amin. | Dio ti salvi, Maria, piena di grazia, il Signore è con te. Benedetta sei tu fra tutte le donne e benedetto è il frutto del tuo seno, Gesù. Santa Maria, Madre di Dio, prega per noi peccatori, adesso e nell'ora della nostra morte. Amen. | Dios te salve, María, llena de gracia, el Señor es contigo. Bendita eres entre todas las mujeres, y bendito es el fruto de tu vientre, Jesús. Santa María, Madre de Dios, ruega por nosotros, los pecadores, ahora y en la hora de nuestra muerte. Amén. |

### Declaración de los derechos humanos
| Dálmata | Rumano | Italiano | Español |
| --- | --- | --- | --- |
| Tote le cratoire umuone sant nascoite libere e conpagne in dimnitut e dirit. Le sunt dotuote de rasaun e de consiansia e le du conporturse le joine cole jultre intel spirit dela frateluanza. | Toate fiinţele umane se nasc libere şi egale în demnitate şi în drepturi. Ele sunt înzestrate cu raţiune şi conştiinţă şi trebuie să se comporte unele faţă de altele în spiritul fraternităţii. | Tutti gli esseri umani nascono liberi ed eguali in dignità e diritti. Essi sono dotati di ragione e di coscienza e devono agire gli uni verso gli altri in spirito di fratellanza. | Todos los seres humanos nacen libres e iguales en dignidad y derechos. Dotados como están de razón y conciencia deben comportarse fraternalmente los unos con los otros. |

### Ejemplo largo
| Dálmata | Rumano | Italiano | Español |
| --- | --- | --- | --- |
| Barzan precuat el jomno vetruon che devaime afur cand vuas de jomno mua de bestia crepuat el jomno vetruon favluat la storia čosta a Barzan, Vodan e Balder in cavuli zaja intel buasc e cavul de Balder crepuot el vuas depi che fuot sait Vodan daic vuas a vuas fil a fil vuas foit intric cal che foit aninc. Join jein foit un maur secuat in tiara e jomno vi de andait in templo de Vodan in Dalminium e precur el priast che devuo afur e priast daic paraule čost: Vodan ju te precuo i nuari menuoi tot čil a coprer la pluaja a cadar tot tiara engrasuior tot deventur joit. | Barzan s-a rugat pe bătrânul care trebuie să negociem când s-a crăpat osul omului viteaz al fiarei, bătrânul s-a crăpat, această poveste vorbită lui Barzan, Vodan și Balder călare vor merge în pădure și calul lui Balder, s-a crăpat osul sacrificial care fi gata, Vodan a spus os cu os, fiu cu fiu, osul a fost intreg ce era inainte. Cativa ani a fost o mare secare a țarii si omul viu s-a dus la templul lui Vodan din Dalmatia si s-a rugat preotul care trebuia sa negocieze si preotul a spus aceste cuvinte: Vodan eu te rog din nas direct tot cerul să acopere ploaia, să cadă în toată țara, unge totul, revino ud. | Barzan pregò il anziano che dobbiamo negoziare con il uomo quando l'osso del uomo valoroso della bestia, il anziano crepato, questa storia raccontata a Barzan, Vodan e Balder a cavallo andranno nella foresta e il cavallo di Balder, crepato l'osso sacrificale che deve essere fatto, disse Vodan, osso per osso, figlio per figlio, l'osso è rimasto intero come prima. Pochi anni ci fu un grande inaridimento del paese e l'uomo vivente andò al tempio di Vodan in Dalmazia e pregò il sacerdote che doveva negoziare e il sacerdote disse queste parole: Vodan io ti prego dal naso, diretto tutto il cielo a coprire la pioggia, in cadere in tutto il paese, unto tutto, torna bagnato. | Barzan rezado el hombre anciano que debemos negociar cuando el hueso del hombre valiente de la bestia, el hombre anciano quebrado, hablada está historia a Barzan, Vodan y Balder en caballo irán al bosque y el caballo de Balder, quebrado el hueso sacrificable que se haga, Vodan dijo hueso por hueso, hijo por hijo, el hueso ha sido entero el cual fue anterior. Unos años fue un grande secado de país y el hombre vivo llendo al templo de Vodan en Dalmacia y rezar al sacerdote que debía negociar y diga el sacerdote estas palabras: Vodan yo te rezo de nariz, dirige todo el cielo a cubrir la lluvia, en caer a todo el país engrasar todo, volver húmedo. |
| Che devaime fur cand mal jomno fur injost a noi mua a nuastri vičaini cand sant nemichi ple fuart e te sante debol e na potuo a defendarse de injost afuri de jali. Ju fuot defendar voi contra čost jomni siansa onaur sanglo te devuo a daic Vodan ju te clamuo čost mal nemaic levuoi a distuonza de main mua jal distruzai perco jal sant mal maur che el damno fuot fur damnuot sant čost naum sait jal sufriuor in dul sait vuas de jal crepuior sait cuarne de jal mancuo i viarmi sait pial de jal deventuior un maur letiun sait fuot čoste in naum de Vodan.                   | Ce să facem când, omul rău, a fi nedrept noi viteaji noștri vecinii, când ei sunt inamici foarți puternici, iar tu ești slab și nu te poți apăra de treburile lor nedrepte. M-am dus să te apăr împotriva acestor oameni fără onoare, ți-am datorat sânge, a spus Vodan, ți-am numit acest rău, inamic poartă distanța mine viteaz, el distruge pentru că ei sunt răul cel mare care a făcut dauna, dăunează acestor nume, făcându-i să sufere răspicat, a crăpa oasele sau coarnele, viermii mâncându-le pielea, aceasta va fi iarăși o mare lecție în numele lui Vodan.                                                             | Cosa dobbiamo fare quando, uomo malvagio, essere ingiusto con noi valorosi con nostri vicini quando loro sono nemici più forti e tu sei debole e non puoi difenderti dalle loro questioni ingiuste. Sono andato a difenderti da questi uomini senza onore, ti dovevo del sangue, disse Vodan, ti ho chiamato questo male, il nemico porta la distanza del mio valoroso, distrugge perché sono loro il grande male che ha fatto il danno, danneggia questi nomi, facendoli soffrire senza mezzi termini, crepare i ossi o i corni, facendoli mangiare ai vermi la pelle, anche questa sarà una grande lezione nel nome di Vodan.                                                                    | Que debemos hacer, cuando hombre malo, ser injusto a nosotros los valientes a nuestros vecinos cuando son enemigos más fuertes y te sea débil y no pueda defenderse de asuntos injustos de ellos. Yo fui a defender a ustedes contra estos hombres sin honor, sangre te debía dijo Vodan, yo te llamó este mal enemigo, lleva el enemigo a la distancia de mi valiente, él destroze porque ellos son el mal grande que hizo el daño, hacerles daño a estos nombres, hacerlos sufrir en romo, quebrar los huesos de ellos sea los cuernos, comiendo los gusanos la piel de ellos volver a hacerse una gran lección esto en nombre de Vodan.                                  |

## Intentos de revitalización
Desde principios del siglo XXI, algunos entusiastas han intentado revitalizar el dálmata (dialecto vegliota) a través de la red.